# Narmada Pushkaram
 (février 2017).
La Narmada Pushkaram est un festival de la rivière Narmada qui se produit normalement une fois tous les 12 ans. Ce pushkaram (en) est observé pour une période de 12 jours à partir du moment de l'entrée de Jupiter dans Vrushabha Rasi (Taurus).

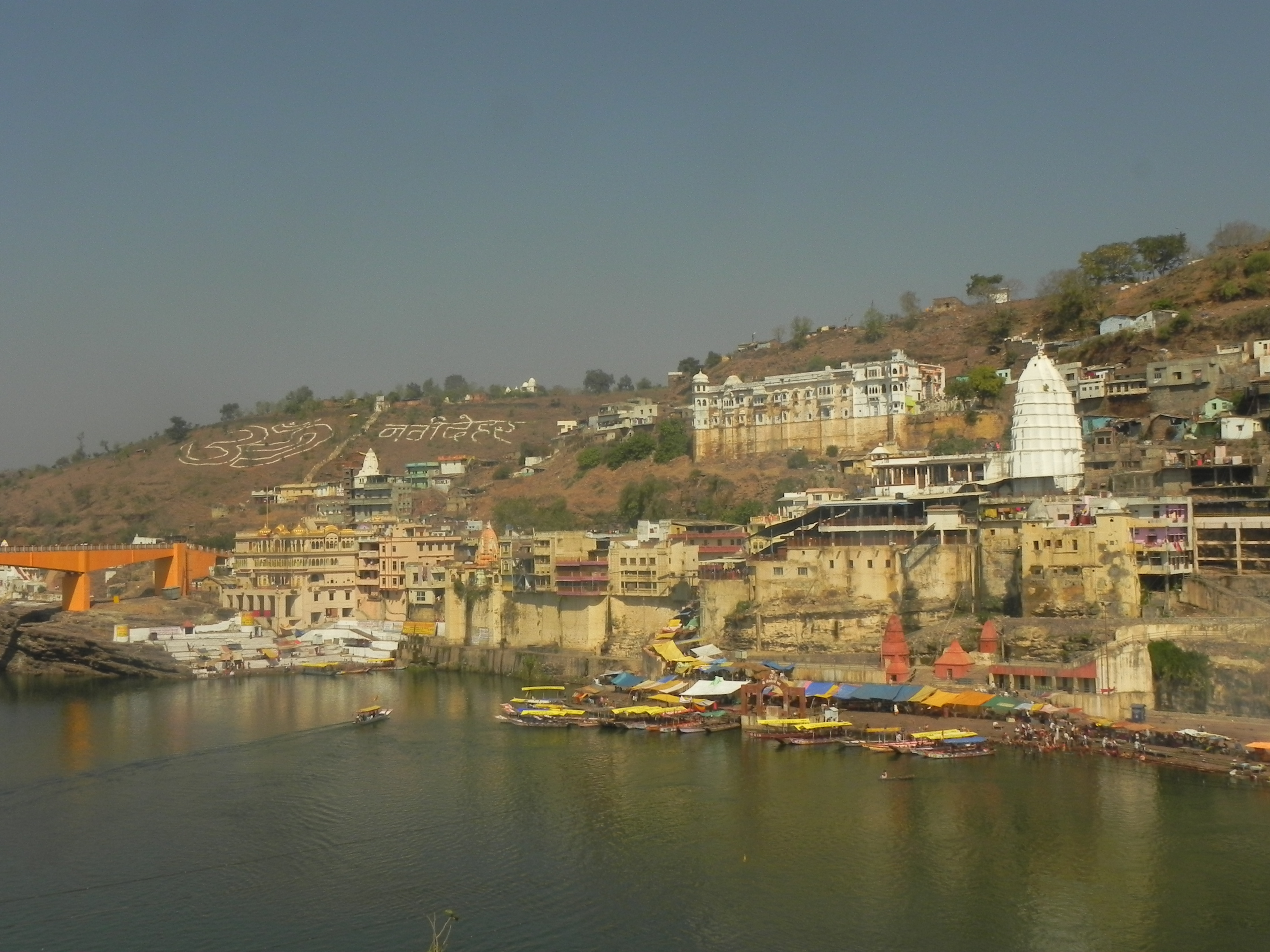
Rivière Narmada.

Le temple d'Amarkantak, d'Omkareshwar, de Chausath Yogini (en), de Chaubis Avatar (en), de Maheshwar Maheshwar, de Nemawar (en) Siddheshwar Mandir et le temple de Shiva de Bhojpur (en) sont très anciens et les plus célèbres. Omkareshawar est l'un des douze  Jyothirlingas et Amrarkantak est le meilleur endroit pour prendre des bains sacrés dans la rivière Naramada.